# Frézal Tardieu
Frézal (Jean-Pierre-Eugéne) Tardieu (ur. 18 listopada 1814 w Chasseradès, zm. 26 maja 1871 w Paryżu) – francuski zakonnik, sercanin biały, błogosławiony Kościoła katolickiego, męczennik, jeden z czterech błogosławionych towarzyszy zamordowanych przez paryskich komunardów w czasie tzw. krwawego tygodnia komuny paryskiej.

## Życiorys
Jego ojciec był notariuszem i burmistrzem, a matka (Françoise-Michel) prowadziła dom i była bardzo religijna. Był jednym z pięciorga dzieci.
Skończył szkołę w Langogne i wstąpił do Wyższego Seminarium Duchownego sercanów białych w Mende. W 1836 stracił matkę. 2 czerwca 1837 rozpoczął nowicjat. Miesiąc później zmarł mu ojciec. 21 grudnia 1838 został subdiakonem – święcenia te otrzymał w paryskim kościele św. Suplicjusza z rąk biskupa Wersalu, Louisa-Marie-Edmonda Blanquart de Bailleula. Śluby wieczyste złożył w klasztorze sercańskim na paryskim Picpus 24 kwietnia 1839. Święcenia diakonatu otrzymał tamże, 4 kwietnia 1840, a święcenia kapłańskie prawdopodobnie wkrótce potem, ale ich dokładna data nie jest znana.
Został socjuszem mistrza nowicjatu w Vaugirard, a potem mistrzem nowicjatu w Vaugirard (trzy lata) oraz w belgijskim Leuven (siedem lat) i w Issy (kolejne siedem lat). Następnie odpowiadał za formację seminarzystów w Leuven. Zaangażował się w działalność Stowarzyszenia Świętego Dziedzictwa Pana Jezusa (obecnie Papieskie Dzieło Misyjne Dzieci). Zajmował się propagowaniem akcji ratowania chińskich dzieci, umierających z głodu i chorób na ulicach, bez chrztu. Jako pierwszy zredagował w tej kwestii plakaty i teksty w języku flamandzkim. W 1843 powołał do życia Zewnętrzne Stowarzyszenie Zgromadzenia Najświętszych Serc (późniejszą Gałąź Świecką). W 1853 napisał wstęp do Historii Matki Bożej z La Salette. W 1856 opublikował dwa teksty o misjach sercańskich na Hawajach i wyspach Sandwich (Revue Catholique de l'Université de Louvain), a później następne o sprawach misyjnych. W końcu 1858 mianowano go socjuszem mistrza nowicjatu w Issy, klasztorze kierowanym przez Ladislasa Radigue, późniejszego towarzysza męczeństwa. W 1860 wrócił na Picpus, gdzie został radnym generalnym zgromadzenia. Wykładał tam teologię dogmatyczną. Przez wiele lat chorował na astmę.
Podczas terroru komuny paryskiej (1871) nie opuścił miasta. Został aresztowany przez komunardów 12 kwietnia 1871 jako zakładnik. Wraz z pozostałymi męczennikami z Picpus został 22 maja 1871 przeniesiony z więzienia Mazas do więzienia La Roquette. W czasie przemarszu duchowni byli atakowani i znieważani przez rozwścieczony tłum skandujący śmierć klechom. 26 maja 1871, w sytuacji zbliżania się armii wersalskiej do La Roquette zakładników przejął komunardzki pułkownik Émile Gois, który ustawił ich w szyku procesyjnym i zmusił do marszu w kierunku siedziby Gwardii Narodowej przy ulicy Haxo, gdzie zostali zaatakowani przez zanarchizowany tłum mężczyzn, kobiet i dzieci. Wściekłość zbiegowiska była na tyle duża, że eskorta straciła panowanie nad sytuacją. Księży bito i masakrowano, a w końcu ustawiono pod murem. Sformowano spontanicznie pluton egzekucyjny, któremu samozwańczo przewodziła dziewiętnastoletnia kobieta z numerem 174 na czapce. Spokojna i godna postawa kapłanów spowodowała jednak zawahanie się morderców, w związku z czym kobieta krzyknęła: Niech to się skończy. Banda tchórzy! Jeszcze nie zaczęliście!, po czym pierwsza oddała strzał. Kolejne salwy doprowadziły do zamordowania wszystkich zakładników, a jeszcze żywych dobijano bagnetami. Tłum wiwatował i oklaskiwał masakrę. Jeden z uczestników oświadczył: Strzelaliśmy do nich jak do królików. Dzień po zabójstwie obrabowane ciała wrzucono do fosy pełniącej rolę grobu masowego. Następnego dnia komuna upadła i wyzwolono jej więzienia.
Kilka dni później ciała przeniesiono na cmentarz Belleville. Zabezpieczono sznur, którymi związano zamordowanych księży. Władze nie zezwoliły na pochówek kapłanów na cmentarzu przy klasztorze Picpus, wobec czego 8 czerwca 1871 pochowano ich przy klasztorze w Issy-les-Moulineaux. 6 września 1872 szczątki przeniesiono do kaplicy Najświętszego Serca Jezusowego w Picpus. Na miejscu masakry wzniesiono kościół Matki Bożej Zakładników. W 1903 władze paryskie nakazały usunięcie ciał z Picpus, w związku z czym wróciły one do Issy-les-Moulineaux. 9 maja 1959, po wszczęciu procesu beatyfikacyjnego otwarto kryptę w obecności m.in. generała zakonu, Henry'ego Systermansa i dokonano rozpoznania zwłok. 10 maja 1959 przewieziono je do krypty kościoła św. Gabriela w Paryżu. 21 października 2010 umieszczono szczątki w grobowcu na cmentarzu Picpus, obok prochów założycieli zakonu.

## Beatyfikacja
27 kwietnia 1894 ojciec generał sercanów białych, Sylvain Bousquet polecił w swoim liście okólnym zebrać wszystkie dowody życia i męczeństwa kapłanów z Picpus. W 1896 połączono ich proces beatyfikacyjny z procesem księdza Henriego Planchata. Proces zbierania informacji odbywał się w Paryżu od 8 marca 1897 do 8 sierpnia 1900. Positio sformułowano w 1912, ale z uwagi na proces biskupa Georges'a Darboya i innych piętnastu ofiar komuny paryskiej, sprawę odkładano dwukrotnie, aż do 1957. W międzyczasie opracowano dwa studia historyczne – na zlecenie papieży Piusa XII i Pawła VI. W 1955 wydano dekret do prowadzenia procesu beatyfikacji bez kultu. W 2007 oddzielono sprawę Henriego Planchata, by w 2012 znów ją połączyć. Od 2013 do 2016 przeprowadzono procesy uzupełniające. 11 maja 2020 Komisja Teologiczna ds. Świętych na spotkaniu Relatio et Vota jednomyślnie orzekła, że męczennicy z Picpus zasługują na ten tytuł. 19 października 2021 stwierdzono, że zostali zabici za wierność Chrystusowi i Kościołowi. 22 kwietnia 2023 zostali beatyfikowani w paryskim kościele św. Suplicjusza.
Jego wspomnienie liturgiczne obchodzone jest 26 maja.